# Eduardo Monsalvo
Eduardo Monsalvo es un deportista mexicano que compitió en atletismo adaptado y natación adaptada. Ganó diez medallas en los Juegos Paralímpicos de Verano entre los años 1976 y 1984.

## Palmarés internacional
| Juegos Paralímpicos | Juegos Paralímpicos                                | Juegos Paralímpicos | Juegos Paralímpicos |
| Año                 | Lugar                                              | Medalla             | Prueba              |
| ------------------- | -------------------------------------------------- | ------------------- | ------------------- |
| 1976                | Toronto (Canadá)                                   | Medalla de oro      | 60 m 1B             |
| 1976                | Toronto (Canadá)                                   | Medalla de oro      | Eslalon 1B          |
| 1980                | Arnhem (Países Bajos)                              | Medalla de oro      | 60 m 1C             |
| 1980                | Arnhem (Países Bajos)                              | Medalla de oro      | 4 × 60 m 1A-1C      |
| 1984                | Nueva York ( EE. UU.) Stoke Mandeville ( R. Unido) | Medalla de oro      | 100 m 1C            |
| 1984                | Nueva York ( EE. UU.) Stoke Mandeville ( R. Unido) | Medalla de plata    | 800 m 1C            |
| 1984                | Nueva York ( EE. UU.) Stoke Mandeville ( R. Unido) | Medalla de bronce   | 400 m 1C            |
| 1984                | Nueva York ( EE. UU.) Stoke Mandeville ( R. Unido) | Medalla de bronce   | Maratón 1C          |

| Juegos Paralímpicos | Juegos Paralímpicos | Juegos Paralímpicos | Juegos Paralímpicos |
| Año                 | Lugar               | Medalla             | Prueba              |
| ------------------- | ------------------- | ------------------- | ------------------- |
| 1976                | Toronto (Canadá)    | Medalla de oro      | 25 m braza 1B       |
| 1976                | Toronto (Canadá)    | Medalla de bronce   | 25 m libre 1B       |